# Шабаево (Башкортостан)
Шабаево (баш. Шабай) — деревня в Бураевском районе Республики Башкортостан Российской Федерации. Входит в состав Бураевского сельсовета.

## География

### Географическое положение
Расстояние до:
- районного центра (Бураево): 6 км,
- центра сельсовета (Бураево): 6 км,
- ближайшей ж/д станции (Янаул): 74 км.

## История
По материалам Первой ревизии, в 1722 году в деревне были учтены 115 душ мужского пола служилых мещеряков.

## Население
| 2002 | 2009 | 2010 |
| ---- | ---- | ---- |
| 281  | ↘262 | ↗273 |

Национальный состав
Согласно переписи 2002 года, преобладающая национальность — башкиры (92 %).